# Steger
Steger är en ort (village) i Cook County, och  Will County, i delstaten Illinois, USA. Enligt United States Census Bureau har orten en folkmängd på 9 621 invånare (2011) och en landarea på 8,9 km².